# Бранвел Бронте
Патрик Бранвел Бронте (енгл. Patrick Branwell Brontë; Торнтон, 26. јун 1817 — Хаворт, 24. септембар 1848) је био сликар и песник, једини син породице Бронте, и једини брат чувених сестара писаца Шарлота Бронте, Емили Бронте и Ен Бронте.

## Детињство
Бранвел Бронте је био четврто од укупно шесторо деце и једини син Патрик Бронтеа и његове жене Марија Бранвел Бронте. Рођен у Тортону, касније се преселио са својом породицом у Хаворт када је његов отац добио посао у том месту као свештеник 1821.
Као један од четворо Бронте деце који су преживели детињство, Бранвел Бронте је као и остали у његовој породици био надарен за писање. То се можда највише истицало у његовој младости, и токов свог одрастања. Док су четири његове сестре послате на школовање у „Cowan Bridge boarding school“ (што је изазвало прерану смрт својих најстаријих сестара, Марије и Елизабет), Бранвел је задржан код куће где га је приватно обучавао његов отац.
Бранвел се истакао у писању са сестрама још од најранијег детињства, стварајући као дете своје измишљене светове. Сачувани списи из детињства показују да је највише сарађивао са својом сестром Шарлотом стварајући ситне приче везане за њихов имагинарни свет по имену Ангриа.

## Младост
Као младић, Бранвел Бронте је учио за сликара портрета у Хаворту, and worked а касније је у тој струци радио у Брадфорду године 1838. и 1839. Његов најпознатији портрет је онај којима је насликао своје три сестре Шарлоту, Ану и Емили, захваљујући којим данас имамо представу како су сестре изгледале.
Године 1840, Бранвел постаје тутор породици са неколико дечака, али после шест месеци остаје без тог посла. Бави се доста и преводима, те године преводи чак и Хорација на енглески језик. Био је запослен и на железничкој станици 1841. али бива отпуштен 1842. Током својих запослења као тутор, и као радник на железници он наставља да пише поезију издавајући је по разним Јокширским новинама и користећи више псеудонима.
Године 1843. Бранвел опет преузима туторску функцију овог пута у месту „Thorp Green“, где је био додељен као тутор породици Робинсон и њиховом малом сину. Ту позицију му је нашла сестра Ен, која је била гувернанта Робинсоновим двема старијим ћеркама. Шта се током тог времена дешавало није са сигурношћу одређено али нека сачувана писма које је слао његовим пријатељима су говорила о његовој све већем утицају према Лидији Робинсон. Он бива отпуштен без назначеног разлога 1845. Данас се много тога нагађа, али по причи Бранвел је имао везу са Лидијом и да је то било убрзо откривено, те је прича врло брзо дошла до њеног мужа.
Бранвел се враћа разочаран у Хаворт (који је данас музеј посвећен породици Бронте). Не верујући у поновно спајање њега и госпође робинсон, он се окреће алкохолу. Његово понашање постаје ирационално и опасно док би упадао у делиријуме изазване његовим начином живота. Једно Шарлотино писмо говори како је била бесна због братовљевог понашања, али и да је њихов отац био веома стрпљив пема свом разочараном сину. Мада је то било време када су сестрине новеле први пут биле објављене и до данас се не зна да ли је он уопште био обавештен о томе.
Бранвелов начин живота узвара ударац и он врло брзо добија туберкулозу, а његова породица уопште не примећује његову болест све док се једног дана није онесвестио испред своје куће, а локални лекар није констатовао последњи стадијум болести. Убрзо умире стојећи на ногама, огрнут покривачем, по причи чисто да би доказао да се и то може.
Емили Бронте умире од исте болести у децембру исте године а следеће године у мају умире и Ен Бронте такође од туберкулозе.